# Oodescelis kansouensis
Oodescelis kansouensis is een keversoort uit de familie zwartlijven (Tenebrionidae). De wetenschappelijke naam van de soort werd voor het eerst geldig gepubliceerd in 1940 door Kaszab.